# Roksana (żona Aleksandra)
Roksana (gr. Ῥωξάνη, ur. przed 347 p.n.e., zm. 310 p.n.e.) – córka księcia baktryjskiego Oksyartesa. Żona Aleksandra Macedońskiego. Jej dzieckiem był Aleksander IV Macedoński.

## Życiorys
W 327 p.n.e. poślubiła Aleksandra Wielkiego po tym, jak podporządkował on sobie całą Baktrię i Sogdianę. Ślub miał umocnić panowanie króla macedońskiego w Persji, jednak starożytne źródła podają, że Roksana i Aleksander naprawdę się kochali (z drugiej jednak strony Aleksander po ślubie nie odprawił swojej kochanki - Barsine).
Roksana brała udział w kampanii indyjskiej swojego męża, w 326 p.n.e. Urodziła mu też syna - Aleksandra IV, który urodził się w kilka miesięcy po niespodziewanej śmierci swojego ojca, w Babilonie, w 323 p.n.e. Roksana kazała zamordować inną żonę Aleksandra Macedońskiego - Statejrę II, córkę Dariusza III Kodomana oraz jej siostrę - Drypetis. Sama razem z synem schroniła się w Macedonii, u swojej teściowej - Olimpias, byłej żony Filipa II. Mimo to, w 311/310 p.n.e. razem z synem została zamordowana na polecenie Kassandra, jednego z diadochów, króla Macedonii.